# Nipaecoccus nipae
Nipaecoccus nipae är en insektsart som först beskrevs av William Miles Maskell 1893. 
Nipaecoccus nipae ingår i släktet Nipaecoccus och familjen ullsköldlöss. Inga underarter finns listade i Catalogue of Life.